# Schoenobius gigantella
Schoenobius gigantella là một loài bướm đêm thuộc họ Crambidae. Nó được tìm thấy ở châu Âu.

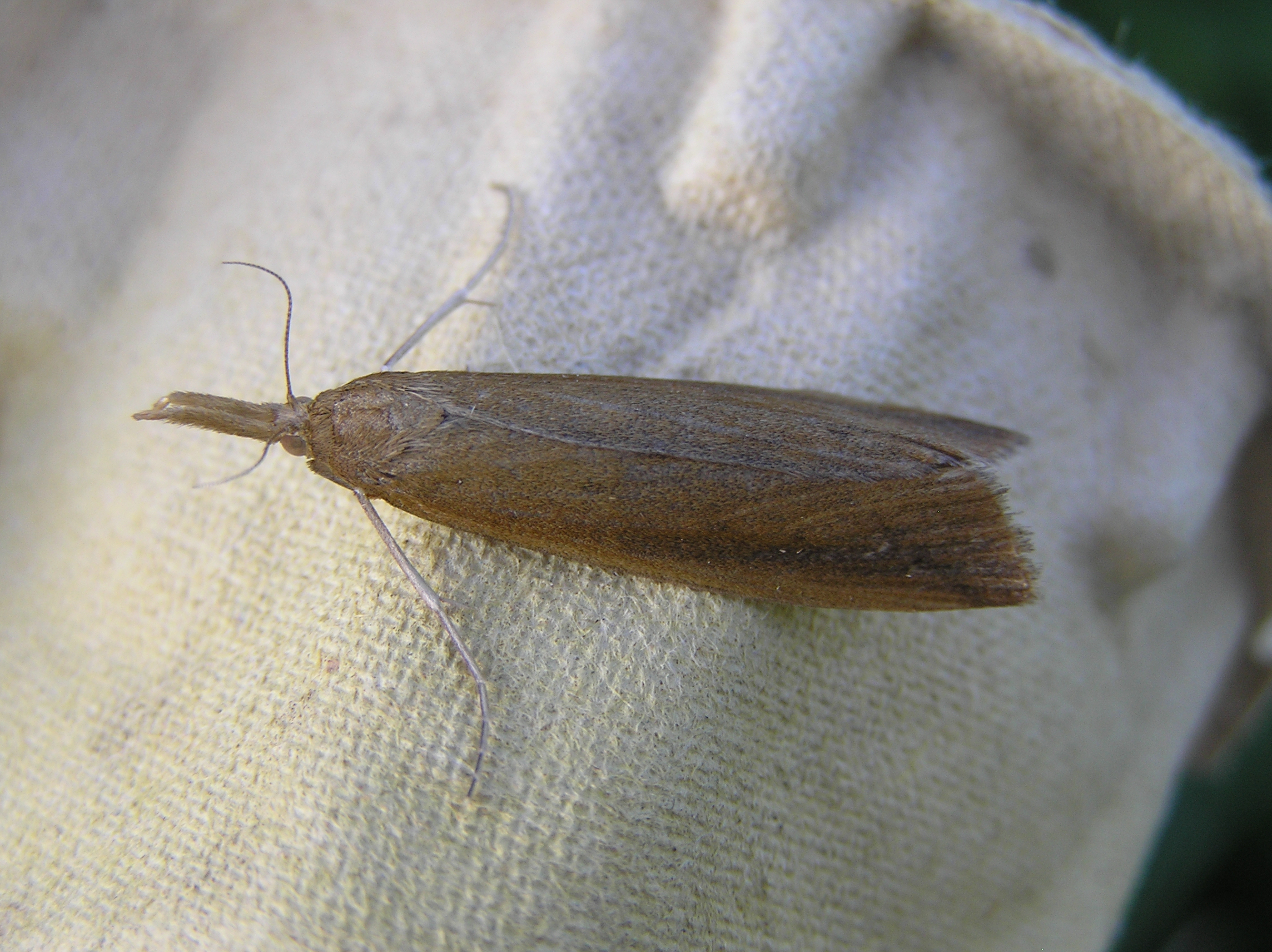
con cái

Sải cánh dài 25–30 mm đối với con đực và 41–46 mm đối với con cái. Con trưởng thành bay từ tháng 6 đến tháng 8 tùy theo địa điểm.
Ấu trùng ăn Phragmites và Glyceria maxima.

## Hình ảnh

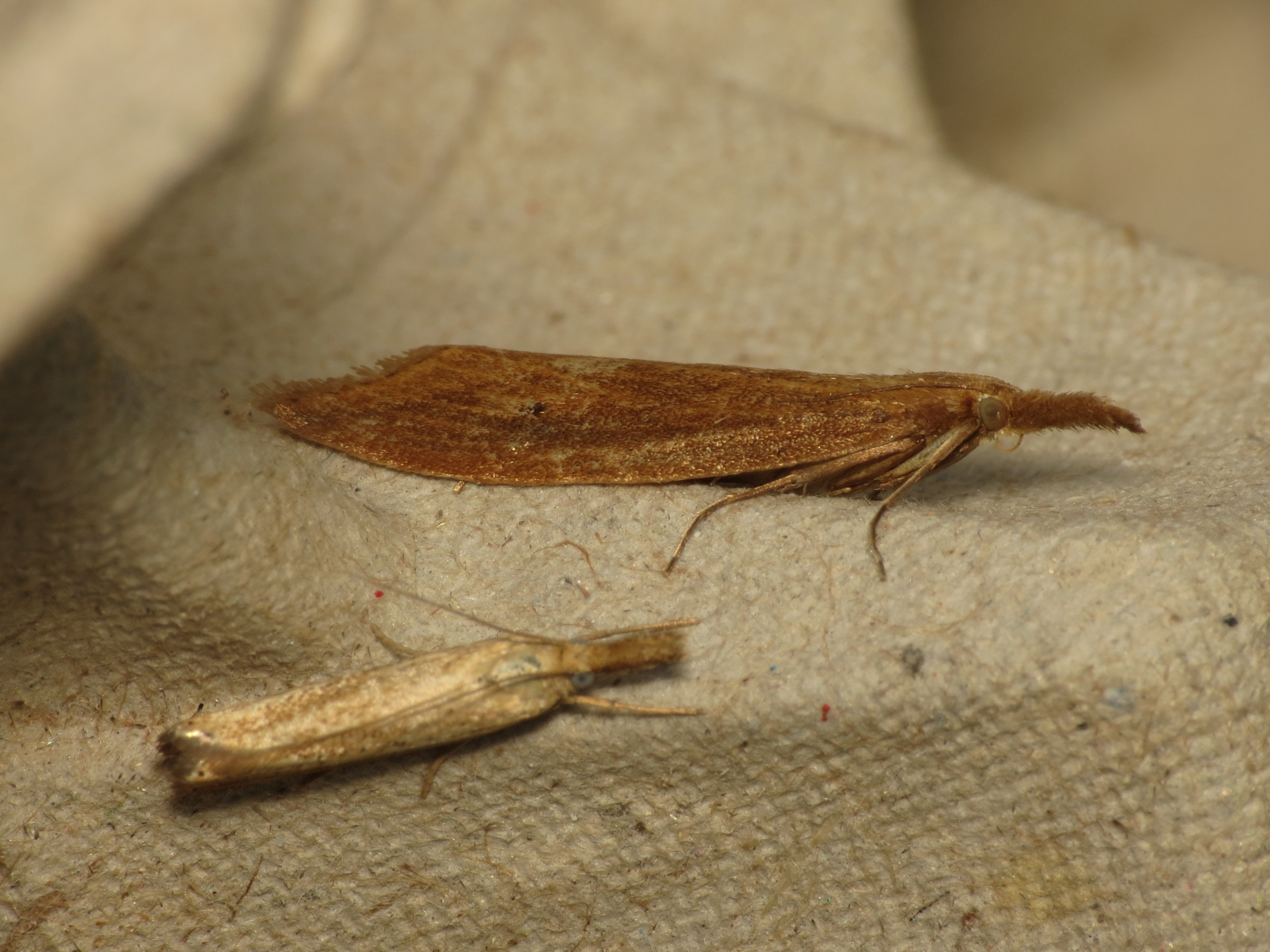
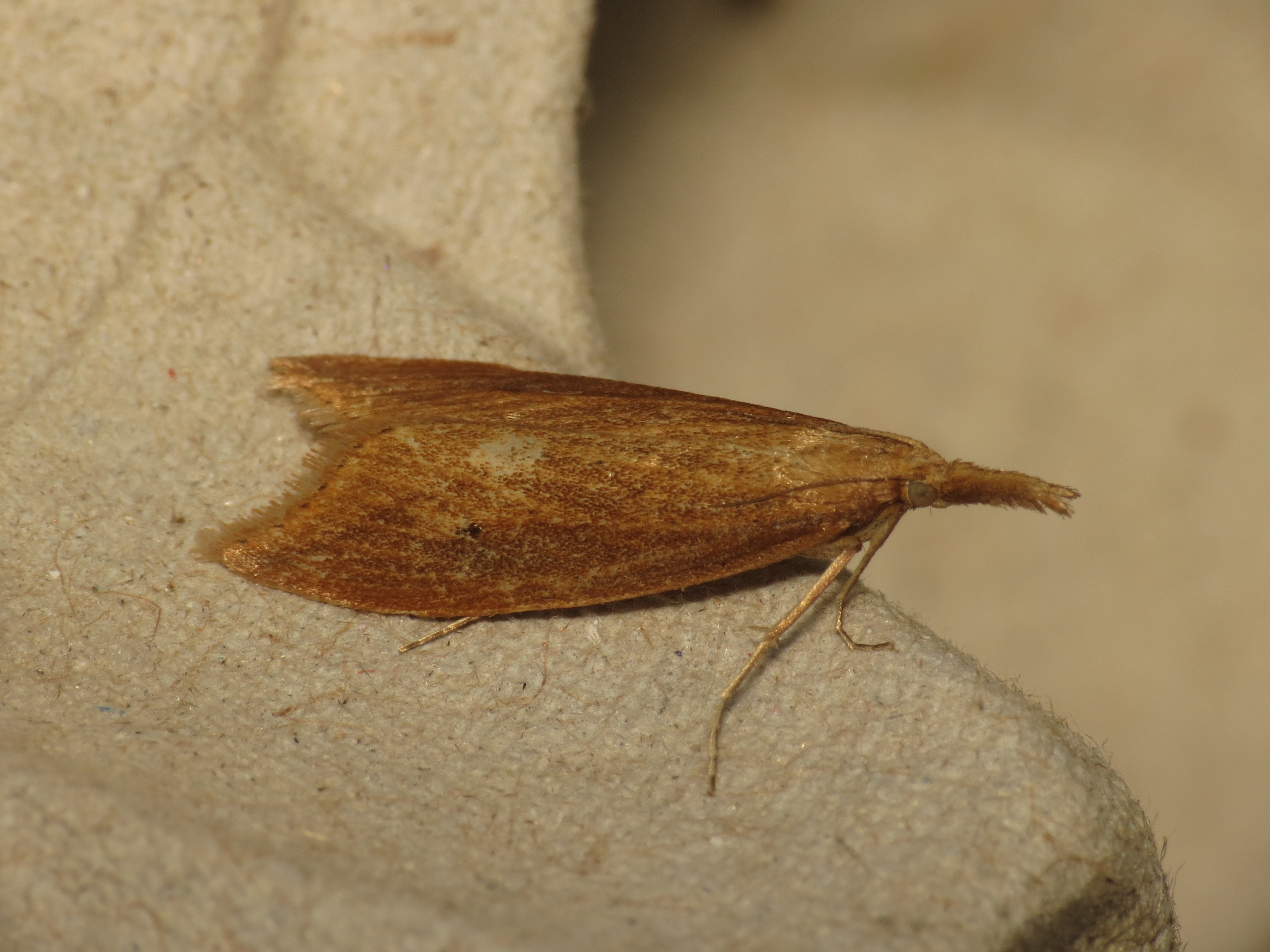